# Јоргос Самарас
Јоргос Самарас (грч. Γιώργος Σαμαράς; Ираклион, 21. фебруар 1985) је бивши грчки фудбалер који је играо на позицији нападача.

## Каријера
Јоргос Самарас се преселио у Холандију са 16 година и потписао за Херенвен. Дебитовао је за прву екипу у сезони 2003/04. Након још 2 успешне сезоне у холандској лиги, прешао је у Манчестер сити 2006. године за 6 милиона фунти.
На крају зимског прелазног рока 2008. Селтик га је узео на позајмицу до краја сезоне са могућношћу откупа уговора на крају сезоне. Самарас је био добар избор за екипу из Глазгова. Постигао је више важних голова и освојио титулу са новим клубом. Селтик је прихватио могућност откупа уговора и Самарас је 15. јула 2008. потписао трогодишњи уговор.
Сезона 2008/09 јако је успешно почела за Самараса и постигао је доста важних голова, а у априлу 2010. добио је награду за најбољег стрелца Селтика.

## Репрезентација
Свој деби за европске прваке из 2004. Грчку одиграо је седам дана после свог 21. рођендана против Белорусије у пријатељској утакмици у којој је постигао погодак. После је био члан прве екипе у неколико наврата у квалификацијама за Еуро 2008. Самарас је постигао важан погодак у квалификацијама за СП у Јужној Африци за 2:1 победу над Израелом и то у Ираклиону, његовом родном граду на Криту. На Европском првенству 2012. постигао је гол у четвтрфиналу када је Грчка поражена од Немачке са 2-4.

## Трофеји
- Премијер лига Шкотске : 4
  - 2007/08, 2011/12, 2012/13, 2013/14.
- Лига куп Шкотске : 1
  - 2008/09
- Куп Шкотске : 2
  - 2010/11, 2012/13.